# 荒川放水路バラバラ殺人事件

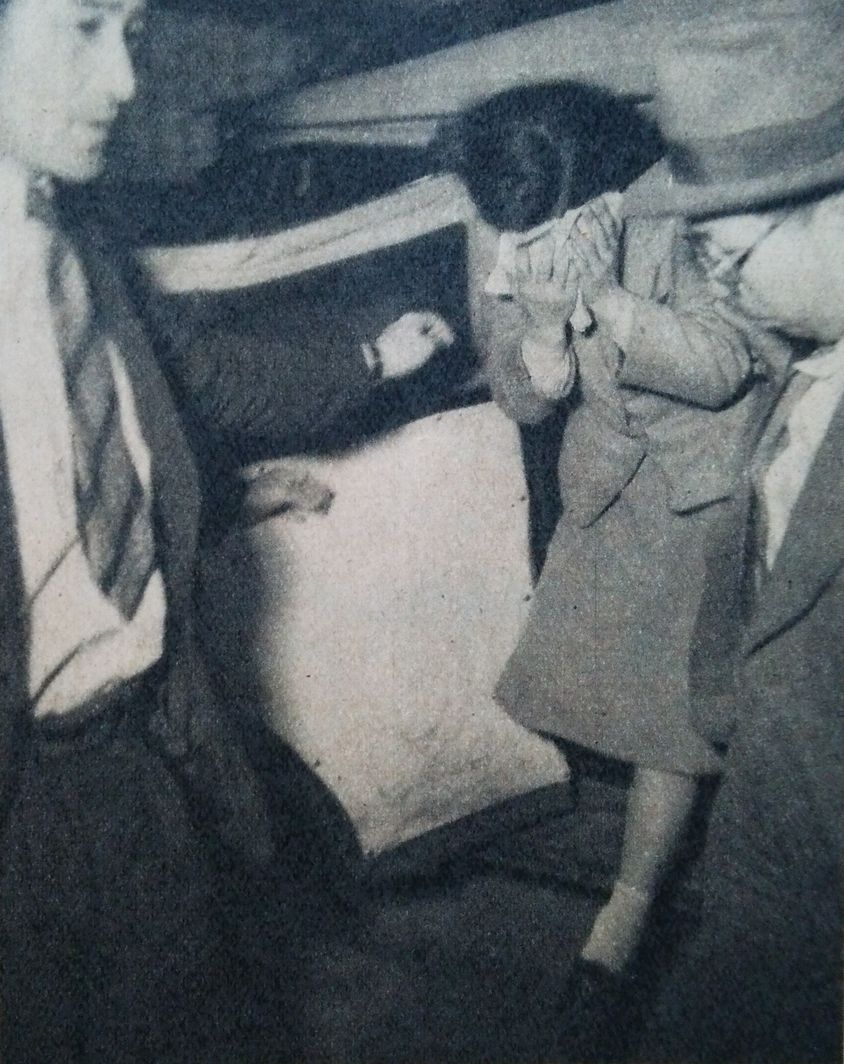
逮捕された被害者の妻

荒川放水路バラバラ殺人事件（あらかわほうすいろバラバラさつじんじけん）とは、1952年5月10日に東京都板橋区で発生した殺人・死体損壊事件（バラバラ殺人）。「巡査バラバラ殺人事件」（じゅんさバラバラさつじんじけん）とも呼ぶ。

## 概要
1952年5月10日、東京都足立区にある荒川放水路（通称：日の丸プール）で、新聞紙にくるまれた胴体だけの男性遺体が浮かんでいるのを、近くで遊んでいた少女が発見。5日後には同じ放水路で頭部が、その翌日には両腕が発見された。
発見された頭部からモンタージュ写真が作成されると、被害者と思われる警察官の男性が捜査線上に浮上。そして、しばらく前に行方不明となっていた板橋警察署の巡査（当時28歳）とわかった。
5月17日、捜査により小学校教諭である被害者の妻（当時26歳）が事情聴取され、犯行を認めたため逮捕。妻の母親（当時51歳）も死体損壊に関わったとして逮捕された。
供述によると、酒好きで乱暴者の夫（多額の借金に加えて暴力団との交友関係があり、上司が素行を監視していたという）に常日頃から加害者である妻は暴力を振るわれており、犯行当夜も泥酔して帰宅した夫に意見したところ暴力を振るわれ、前途を悲観した妻は夫が寝入ったところを紐で絞殺。目を覚ました母親と共に遺体をバラバラにして荒川放水路に遺棄した。バラバラにしたのは遺体の処理を容易にするため。
10月（12月とする資料あり）、東京地裁において妻に懲役12年、妻の母親に懲役1年6月（4年とする資料あり）の判決が下された。ともに栃木刑務所に収監された。妻の母親は翌1953年病気のため獄死。

## 関連文献
- 板橋区史 資料編 4 (近・現代) 付録 戦後世相百聞 に当事件が掲載されている。